# 贾桓
贾桓，白马（今河南滑县）人，元朝政治人物。

## 生平
1342年接替杨伯野召任松江府知府一职，1345年由王至和接任。